# Салих, Тайиб
Тайиб Салих (араб. الطيب صالح‎; 12 июля 1929, Кармакол, Северный штат — 18 февраля 2009, Лондон) — один из крупнейших суданских авторов двадцатого века. Писал на арабском языке. Учился в университете Хартума, затем в Лондонском университете. Работал как журналист — в прессе, на радио (в том числе — в арабской редакции Би-би-си). Был генеральным директором министерства информации в Катаре (Доха). 10 лет проработал в ЮНЕСКО, был представителем ЮНЕСКО в арабских государствах Персидского залива.

## Биография
Тайиб Салих один из наиболее известных писателей африканского континента, но его работы были мало известны в мире. Это писатель, который жил между культурой востока и запада. Поддерживал арабскую литературу, выступал за большую популяризацию и перевод творчества арабских писателей. Писатель родился в 1929 году в северной провинции Судана в городке Ад Дебба, округ Мерове, но большую часть жизни провёл за пределами своей родины. В детстве он посещал религиозную школу. После школы учился в университете Хартума. Так как он походил из семьи фермеров и религиозных учителей, он сперва собирался работать в сфере сельского хозяйства. Но, недолго проработав учителем, переехал в Лондон, где работал в университете и на британскую телерадиокомпанию BBC. Данный опыт позволил ему работать руководителем суданского радио, но затем эмигрировал в Катар.
Выступал за права людей при исламском режиме в Судане и использование Корана в политических целях. Больше десяти лет вёл колонку в арабоязычному журнале Al Majalla. Черпал вдохновения со своей малой родины. Начал литературную карьеру с рассказа «Финиковая пальма у ручья» опубликованном в 1953 году. В 1960 году опубликовал сборник «Пальма Вад Хамида».
Писатель умер в Лондоне на рассвете из-за болезни почек в возрасте 80 лет.

## Творчество и признание
Из прозы Салиха мировой известностью пользуется роман Сезон паломничества на Север (1966), переведённый более чем на 20 языков мира и в 2001 названный Арабской академией литературы важнейшим арабским романом XX века, он входит в число ста лучших африканских книг XX века.
Тайиб Салих автор четырёх романов и сборника рассказов. Салих был больше известный как «политический» писатель, который в своих произведениях исследовал конфликт между востоком и западом, между колонизаторами и колонизованными. Но этот писатель был также известен психологизмом, с которым были написаны его работы. Автор с реалистической точностью сосредотачивался на описаниях местностей, придавая им при этом чувственное описание. Судан перед нами встаёт с наименьшими деталями: его ароматами, природой и людьми. И, прежде всего, бросаются в глаза не политические мотивы, а чувствительные сцены спокойной жизни людей на берегу Нила. Произведения Салиха насыщенны многими образами, его язык поэтичен. Герои произведений разговаривают на северосуданском диалекте арабского языка, но используются также слова понятные для всех арабоязычных народностей.
В своём первом сборнике рассказов «Пальма Вад Хамида» (1960), написанном в виде драматического монолога, Салих исследует внешние и современные влияния на жизнь в суданской деревне. Его герои борются с угнетением воли и коррупцией, как в среде деревенского общества, так и в отдельно взятой семье.
В рассказе «A Handful of Dates» молодой человек начинает понимать всю жестокость своего любимого дедушки. Фигура дедушки, как носителя культуры, которая являет собой одновременно и болезнь, и красоту Суданской деревни, отягощает внука ношей ответственности, и это постоянный мотив творчества Салиха. В цикле о Вад Хамиде постоянная тема отношений дедушки и внука есть на самом деле изображением конфликта между старым и новым, традицией и современностью, непоступностью и либерализмом.
Наиболее известный роман писателя, принёсший ему мировую славу, был роман «Сезон паломничества на север». Но следует при этом заметить ещё две главных работы писателя: повесть «Свадьба Зейна» и роман «Бендер-шах», которые дополняют один другого тематически и составляют тематическую трилогию.
Повесть «Свадьба Зейна» впервые появилась в журнале «Хивар» в Бейруте в 1964 году, но полностью была напечатана лишь в 1966 году в Судане в журнале «Аль-Хартум». Она зразу стала популярной в арабских странах. В этой повести Салих постарался соединить устное творчество Судана с классическими канонами западной культуры. Главный герой своего рода Шекспировский разумный идиот. Зейн же дополняет этот образ душевной чуткостью. Именно из-за этой чуткости его и выбирает в мужья самая красивая девушка их деревни. Все другие герои повести отражают яркую культуру Северного Судана. Свадьба, за замыслом автора, символизирует любовь, мир, терпимость и гармонию в обществе. Но эта гармония все более нарушается в последующих произведениях.
Следующий роман тематической трилогии вышел в 1966 году в том же журнале «Хивар» в Бейруте. Это самый известный роман писателя. В 2001 Арабская Литературная Академия назвала его одним из лучших арабских романов 20 века. Сперва автор задумывал его как триллер (историю об убийстве), но затем задумка романа повернула в другую сторону. Здесь автор сосредотачивается на борьбе культуры Европы и арабо-африканских стран. Но все же за этим можно проследить и экзистенциалистскую проблему места человека в современном обществе. Главный герой Мустафа Саид это настоящий монстр, который не знает любви и тем самым уничтожает женщин, которые безума от него. За несколько лет после публикации романа появились слухи о финансировании публикации ЦРУ. В Египте и Судане роман запретили из-за дискуссий на сексуальные темы и прямые обсуждения ислама. В романе автор сосредотачивается на конфликте, связанного с противопоставлением востока и запада, мужчины и женщины, христиан и мусульман, эрос и танатос, традиций и современности, города и деревни.
«Бендер-шах» — это романическая дилогия, состоящая с двух частей «Дуаль-Бейт» и «Марьюд» (1971; 1977). «Бендер-шах» сосредотачивается на борьбе между новым и старым. Писатель уверен, что культура должна соответствовать характеру общества, а в романе показывается цена, которую суданци платять за формирование новой культуры. Композиция романа являет собой сплетение историй, некоторые галлюцинаторного характера (в нём переплетается настоящее и прошлое, реальность и миф). Такая структура показывает неустойчивость самой жизни.
В творчестве Тайиба Салиха важно отметить высокое мастерство писателя и почти эпические персонажи. Захват вызывает также изображение картин суданской деревни, вечного Нила, обширных пустынь и тихих романтических ночей.
В Судане учреждено несколько литературных премий имени Тайиба Салиха.

## Книги
- Сезон паломничества на Север / Mawsim al-Hijra ila al-Shamal (1966)
- Свадьба Зейна/ Urs' al-Zayn (1969, повесть, экранизирована в 1976, )
- Бендер-шах/ Bandarschâh (1978, роман)

## Издания на русском языке
- Свадьба Зейна. Сезон паломничества на Север. Бендер-шах. М.: Радуга, 1982